# قلميقيا
قلميقيا أو كالميكيا (بالروسية: Респу́блика Калмы́кия؛ وبالكالميكية: Хальмг Таңһч) هي جمهورية ذات استقلال ذاتي في الإتحاد الروسي، وتعد قلميقيا الكيان السياسي الأوروبي الوحيد الذي يعتنق البوذية ديناً على مذهب البوذية التبتية.

## مدن وقرى قلميقيا
- إيليستا
- غورودوفيكوفسك
- لاغان

## التاريخ الإثني والديني
كان بعض الشعوب الأولى المسجلة التي انتقلت إلى هذه المنطقة هم السكوثيون والسارماتيون من سهوب أوراسيا الوسطى، جالبين معهم أنظمتهم الدينية الخاصة. وفي وقت لاحق، ترسخت أيضًا الديانات الإبراهيمية الرئيسية الثلاثة، وكان تحول الخزر إلى اليهودية حلقة بارزة (وإن كانت محل نزاع تاريخي) في تاريخ الدين. كان الألان مجموعة كبيرة من السكان المسلمين، الذين واجهوا الغزاة المغول وممارساتهم التنغرية، واستقر بعض هؤلاء بشكل دائم. كان النوغاي اللاحقون مسلمين، ولكن تم استبدالهم بالكالميك المنغوليين المعاصرين، الذين يعتنقون البوذية التبتية التي جلبوها معهم من منغوليا. ومع ضم المنطقة إلى الإمبراطورية الروسية، كان هناك تدفق للمستوطنين الروس الأرثوذكس الناطقين باللغة السلافية الشرقية. تم قمع العديد من المؤسسات الدينية في أعقاب الثورة الروسية.

## المجال
الحدود الداخلية: فولغوغراد أوبلاست، أستراخان أوبلاست، وجمهورية داغستان، ستافروبول كراي، وروستوف أوبلاست المياه: بحر قزوين
قلميقيا هي جمهورية روسية وضعتها الجغرافيا عند ملتقى أوروبا الشرقية مع آسيا الوسطى في سهوب منطقة بحر قزوين وتعود أصول شعب قلميقيا إلى شرق آسيا وتحديداً منغوليا، ويعد القلميقيون المجموعة العرقية الأوروبية الوحيدة التي تعتنق البوذية ديناً على مذهب البوذية التبتية. انفصل القلميقيون عن بقية الأويرات وهاجروا من بلدهم الأصلي منغوليا إلى الشطر الأوروبي من روسيا الاتحادية ليستقروا في السهول الشاسعة أجداد الكالميك كانوا بدواً رحلاً وكانوا يسكنون في يورتات تقليدية وتحملت المرأة عنان تركيبها وتفككها استنادا إلى التقاليد البوذية التبتية عندما يحل ضيفا على الكالميك يستقبل بطعام رأس الخروف المسلوق والشيء المالح للحليب المترافق مع إنشاد أشعار ملحمة شعبية اسمه جانغار باللغة المنغولية القديمة عملاق جانغار هو بطل إسطوري من القصص الإسطورية ويمكن رؤية تمثاله في كل مكان من العاصمة إيليستا تشتهر قلميقيا بحب سكانها للعبة الشطرنج أو الشطر كما يسمونها هنا وتحولت هذه اللعبة العريقة إلى مادة إلزامية في كل المدراس بعد إصدار مرسوم رئاسي بذلك أهم ما تحتاجه قلميقيا هي الموراد الطبيعية وهي تواجه مشكلة توليد الكهرباء وقلة مياة الشرب واستخراج النفط ضئيل جدا في سهولها لكن الجمهورية المطلة على بحر قزوين الغنية بموراد الطاقة تملك مجالات كبيرة لتوليد الطاقة فيها لذلك تقوم بعض الشركات الروسية بتنقيب عن الغاز والنفط كما تشتهر هذه المنطقة بالثروة السمكية وبحيوان فريد اسمه ظبي السيغة يعيش في أربع دول في العالم فقط وهو يواجه خطر الانقراض.

## الاقتصاد
يعتمد اقتصاد البلاد على تربية المواشي وخاصة تربية الأغنام والأبقار التي تعتبر العمود الفقري في ميزانية الجمهورية لذلك يعتمد الرئيس سير العمل في المصنع بحرص شديد.
تعتبر تربية الإبل ذات السنامين تقليدا متبعا في جمهورية قلميقيا الواقعة في جنوب غرب روسيا. وهذا النوع من الإبل يتميز بقوة التحمل وضخامة الحجم وغير ذلك من الصفات التي تمكن هذا الحيوان من العيش في ظروف مناخية قاسية.
يعد صيد الذئاب في جمهورية قلميقيا الروسية ضرورة مُلحِّة للحفاظ على قطعان الماشية التي تمثل تربيتها العمود الفقري لاقتصاد هذه المنطقة من روسيا. ويشارك في عملية الصيد 3-4 أشخاص، فالصيد المنفرد لهذا الحيوان المفترس يعد مخاطرة غير محمودة العواقب، وفي كثير من الأحيان تشارك كلاب الصيد المدربة في المطاردة أيضا. ويمارس الصيادون هذه المهمة الخطيرة منذ مدة طويلة فهم يعملون لصالح منظمة حكومية تابعة لوزارة مراقبة البيئة.
وكما هو معروف فالذئاب تتميز بالدهاء والمكر، وبالتالي فمن الصعب التنبؤ بتصرفاتها. وهذا يتطلب من الصياد إبداء الانتباه الشديد، والحذر والدقة والمهارة في الرمي. كما أن لاصطياد الذئاب فوائد أخرى منها الانتفاع بفروها الثمين، فضلا عن مفاخرة الصيادين بقدرتهم على اصطياد أكبر عدد من الذئاب.

## الأكلات المحلية
أما الطبق المحلي فيتميز بأطباق من لحم الخروف كبروج الشبيه بالشاش باراك كما تقلى كرة العجين المالحة في الزيت لاستخدامها بديلا عن الخبز
هذا الشعب الصغير عاش منذ قرون وسط شعوب أخرى أكبر منه تأثر بثقافته خاصة الروسية وبعد الإندماج فإن جزء من الكالميك يتكلم بلغته الأصلية لذلك اُفتتحت في السنوات الأخيرة مدراس لتعليم الثقافة الكالميكية واللغة لكي يتناقل أحفاد جنكيز خان إرثهم العريق عبر الأجيال .

## الدين
البوذية التبتية هي الدين التقليدي والأكثر شعبية بين القلميق في حين أن الروس في البلاد يعتنقون في الغالب الأرثوذكسية الروسية. وهناك أقلية من كالميك تمارس الديانة التي كان يعتنقها الكالميك قبل البوذية وهي ديانتي الشامانية أو التنغرية، وكثير من الناس غير منتسبين لدين معين ولادينيين.
37.6% من السكان يتبعون البوذية التبتية، و18٪ يتبعون الكنيسة الأرثوذكسية الروسية، و4٪ يتبعون الإسلام، 3٪ يتبعون التنغرية أو الشامانية، 1 ٪ من المؤمنين المسيحيين الأرثوذكس الذين لا ينتمون إلى الكنيسة أو أعضاء في الكنائس الأرثوذكسية غير الروسية، 0.4٪ يمارسون شكل من اشكال الهندوسية، و9.0٪ يتبعون أديان أُخرى أو لم يعطوا ردًا على الاستطلاع. وبالإضافة إلى ذلك، فإن هناك 13٪ من السكان يقولون أنهم «روحانيون ولكن ليسوا دينيين»، و13٪ هم من الملحدين.